# Domino Park
Der Domino Park ist ein 2,4 Hektar (6 Acre) großer privater und öffentlicher Park im Stadtteil Williamsburg im Stadtbezirk Brooklyn in New York City.

## Lage
Die 400 Meter lange und bis zu 100 Meter breite Parkanlage erstreckt sich an der Waterfront von South Williamsburg entlang des East Rivers zwischen der Grand Street im Norden, der Kent Avenue im Osten und der South 5th Street direkt an der Williamsburg Bridge im Süden.

## Der Park
Der Domino Park wurde von 2013 bis 2018 von der Landschaftsbaufirma James Corner Field Operations im Auftrag der Two Trees Management Company angelegt und am 10. Juni 2018 eröffnet. Der Park bietet eine Promenade am East River mit Blick auf die Skyline von Manhattan, einen wie eine Mini-Zuckerfabrik gestaltener Spielplatz, ein Beachvolleyballplatz, mehrere Grünflächen, Wasserspiele, Hundeauslauf, Gastronomie und die Möglichkeit der Begehung und Besichtigung der historischen restaurierten türkisfarbenen Portalkräne. 2025 wurde als Erweiterung der Domino Square mit Eislauf- und Veranstaltungsfläche und Sitztraversen eröffnet. Weitere Gestaltungselemente sind rund 30 im Park verteilte Artefakte der Zuckerfabrik. Die Baukosten des von Two Trees Management privat finanzierten und unterhaltenen Parks beliefen sich auf 50 Millionen US-Dollar. Der Park ist von 6 Uhr morgens bis 23 Uhr geöffnet.

## Geschichte
Das heutige Parkgelände war einst ein Teil der 1882 erbauten Zuckerfabrik Domino Sugar Raffinerie. Nach deren Stilllegung im Jahr 2004 wurde eine Umgestaltung und Neubebauung des Fabrikgeländes geplant. Ab 2012 übernahm die in Brooklyn ansässige Two Trees Management Company für 185 Millionen US-Dollar das Gelände. Die durch Two Trees veranlasste Neugestaltung umfasst neben der Parkanlage neue Wohn- und Bürogebäude und den Umbau des unter Denkmalschutz stehenden Raffinerie-Hauptgebäudes. Fertiggestellt wurden 2017 die Wohnanlage 325 Kent, 2018 der Domino Park, 2019 das Wohn- und Bürohochhaus One South First, 2023 das Raffineriegebäude, 2024 der Wohnkomplex One Domino Square und 2025 der Domino Square als Erweiterung des Domino Parks.

## Galerie

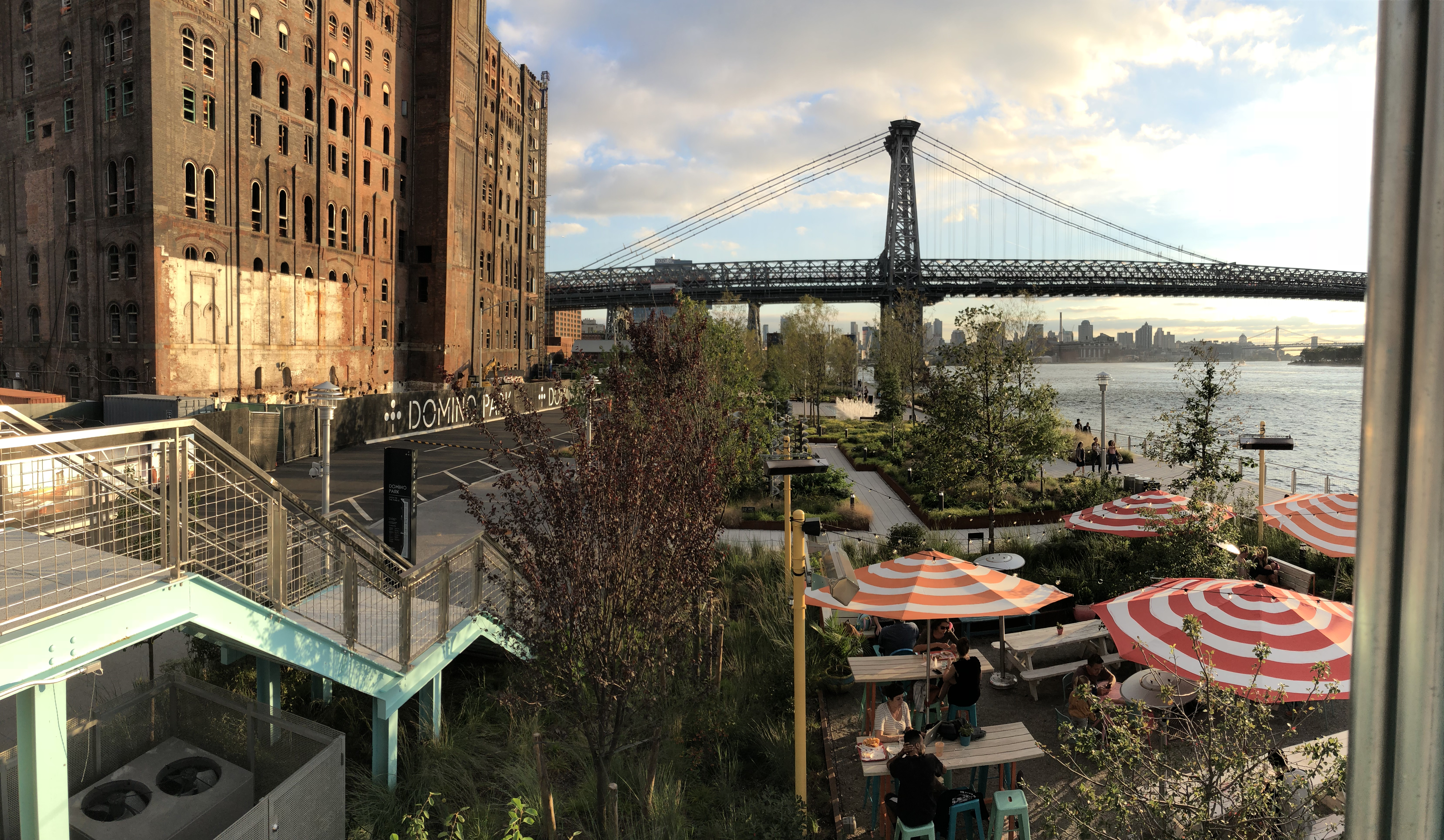
Blick über den Park zur Williamsburg Bridge
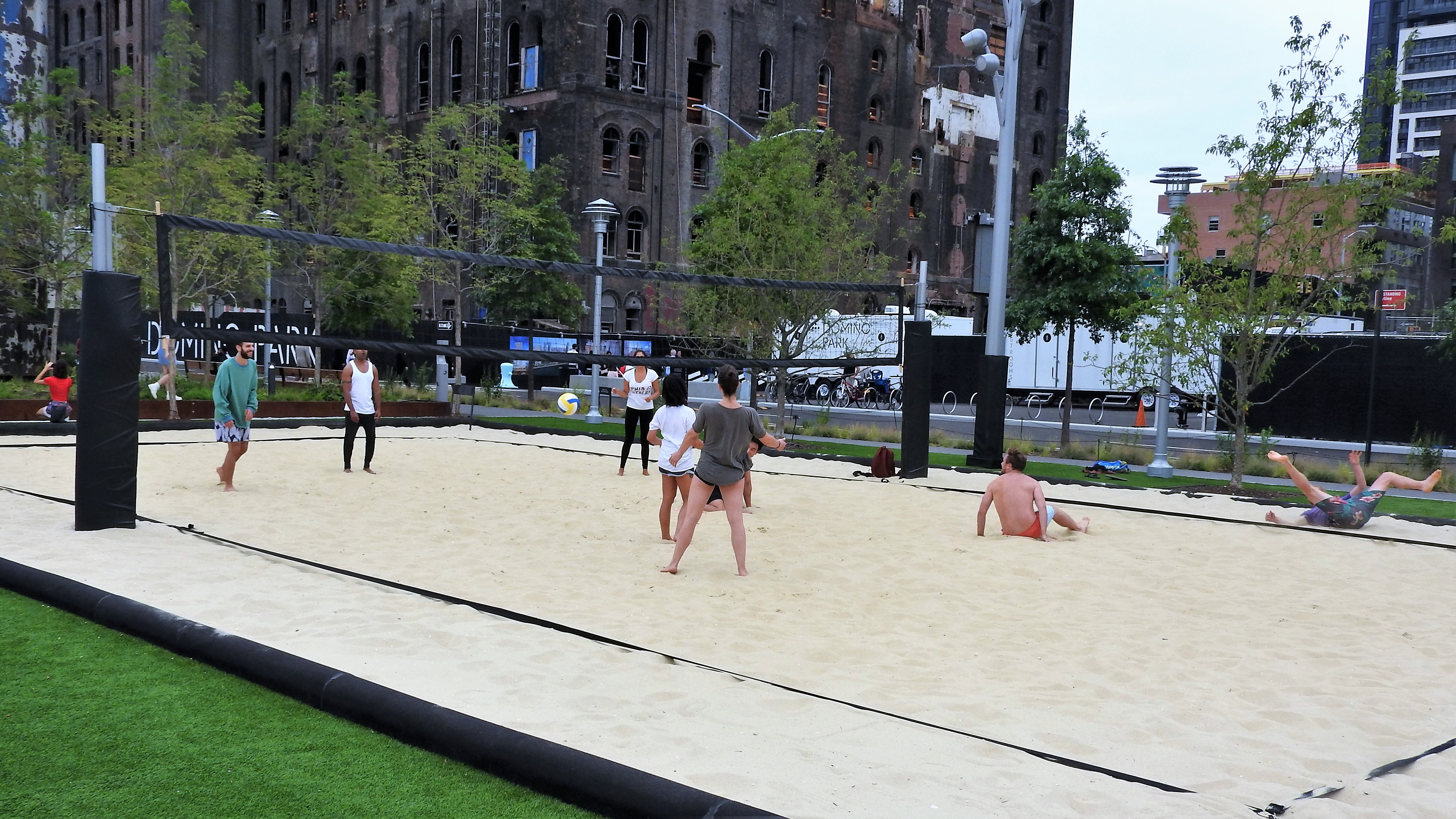
Der Beachvolleyballplatz
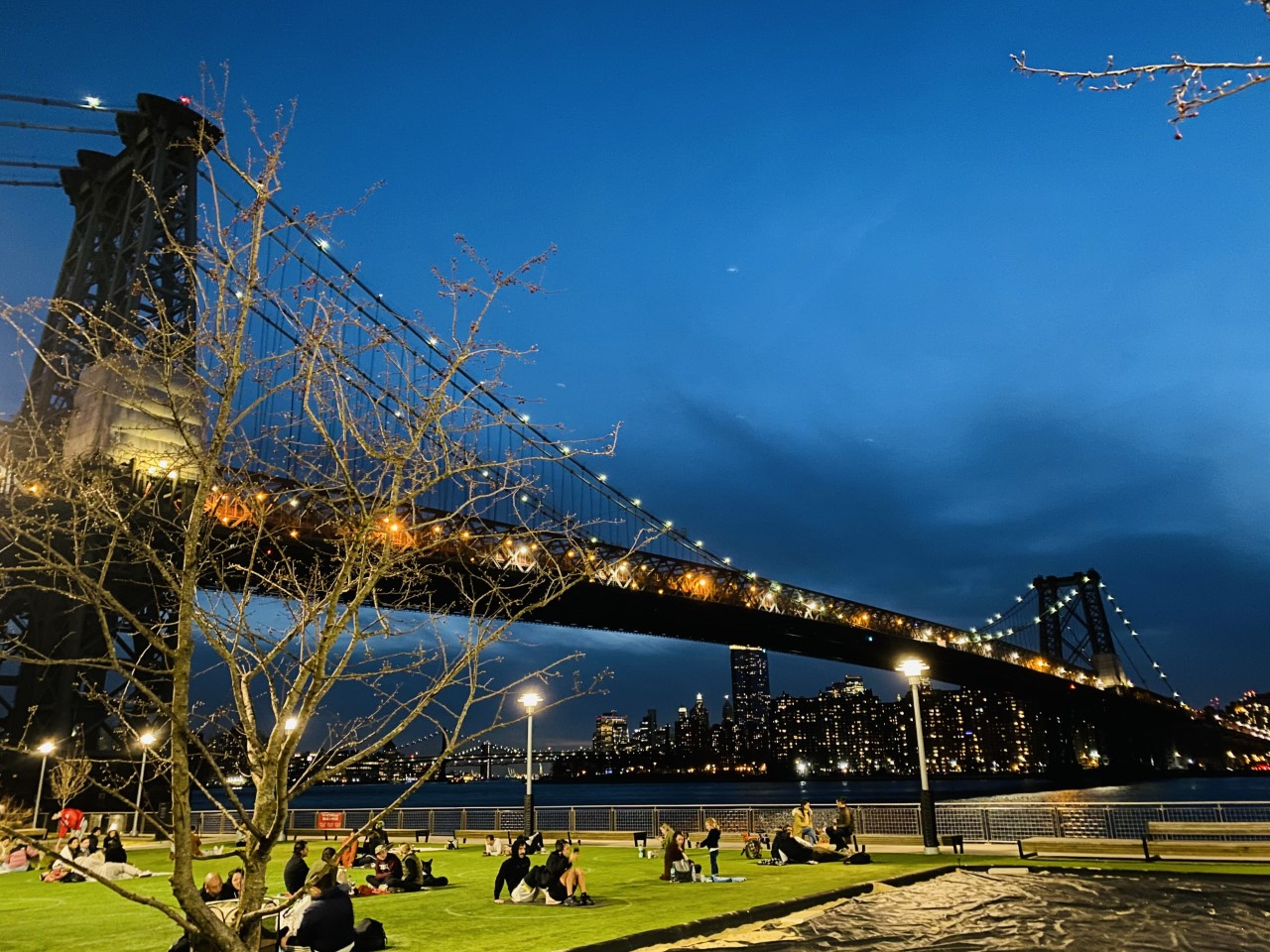
Park und Brücke am Abend (2021)
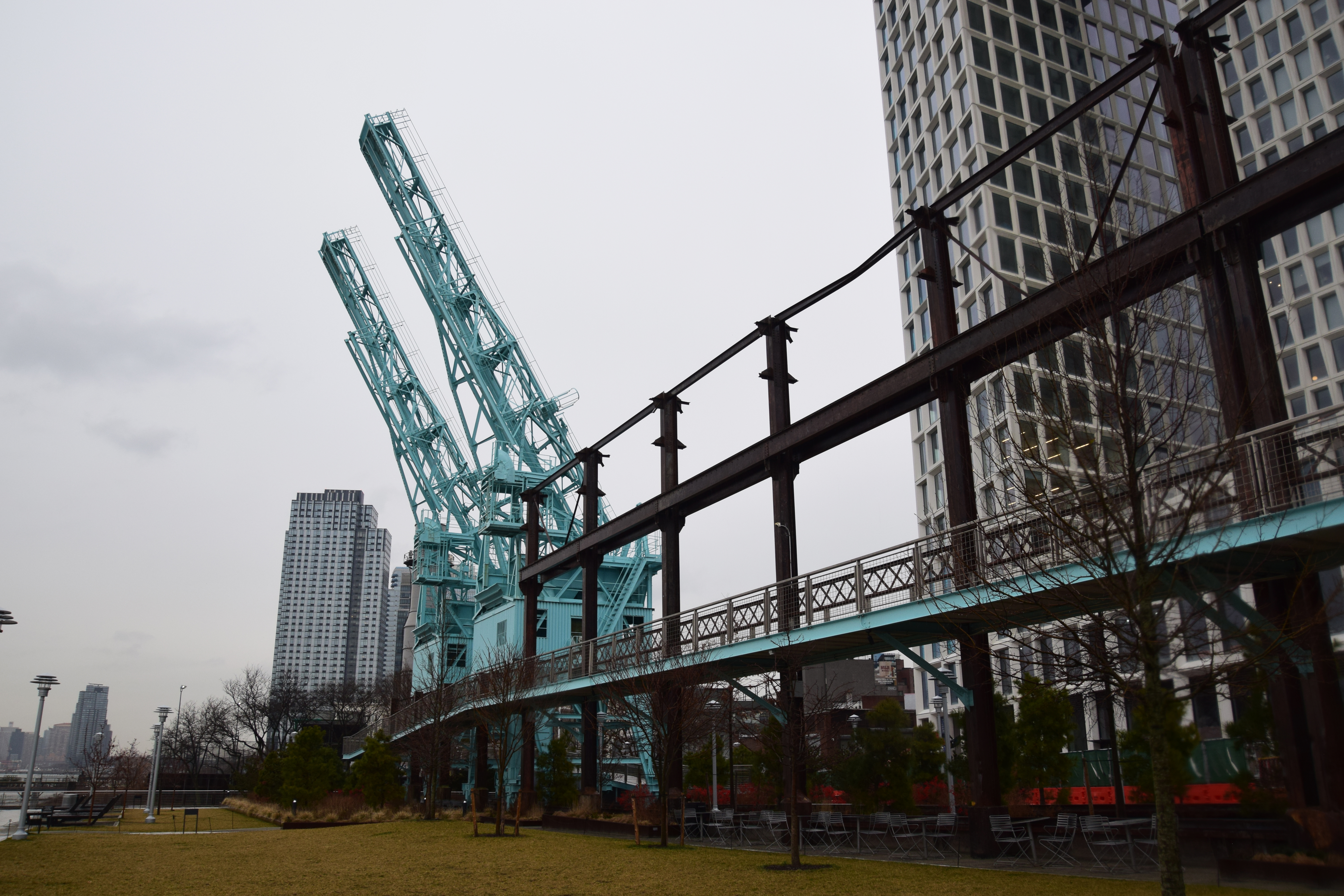
Die historischen in den Park integrierten Portalkräne
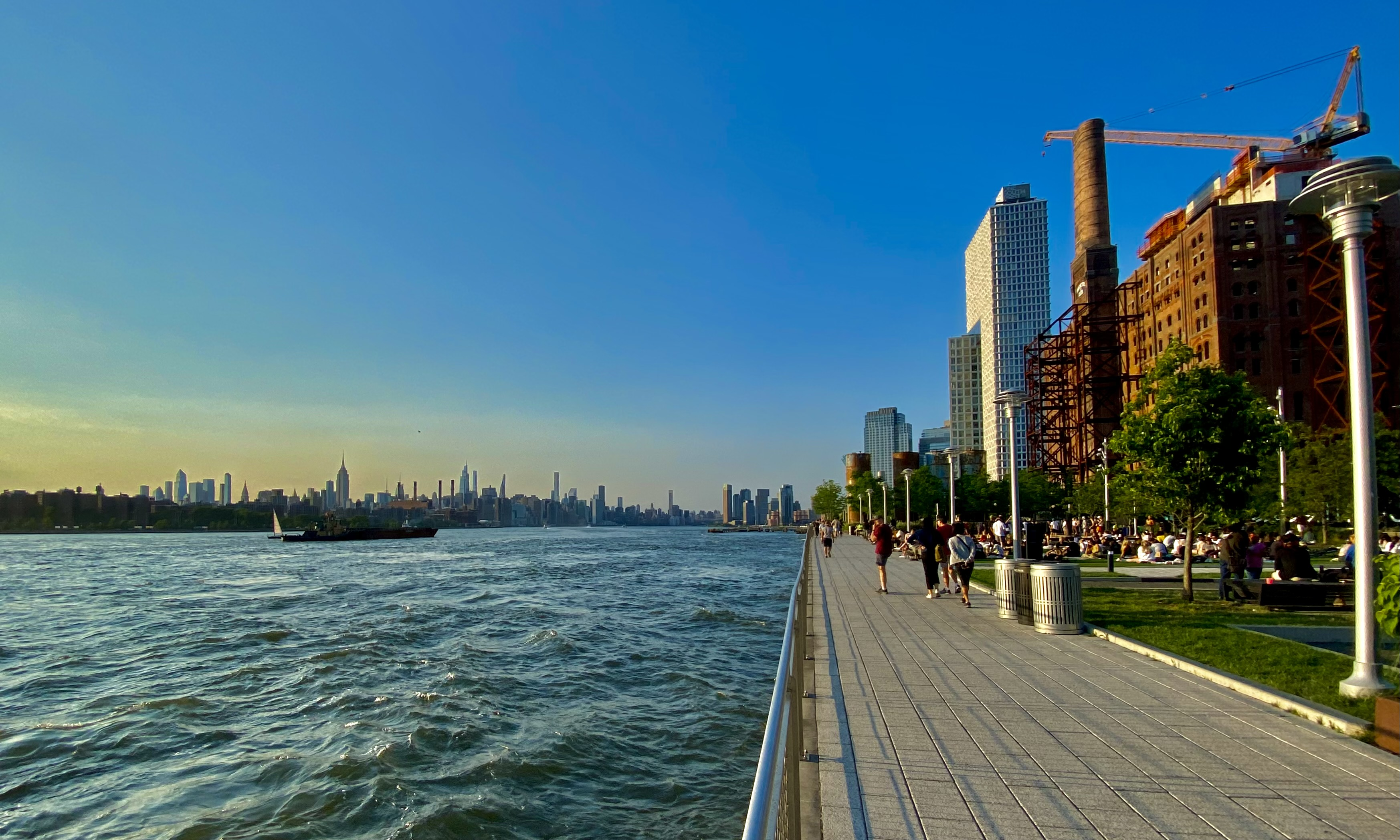
Promenade am East River